# Apanteles weitenweberi
Apanteles weitenweberi är en stekelart som först beskrevs av Amerling 1862.  Apanteles weitenweberi ingår i släktet Apanteles och familjen bracksteklar. Inga underarter finns listade i Catalogue of Life.